# Старотюркски език
Старотюркски език (още староуйгурски, орхонски тюркски) е условно наименование на езиците, засвидетелствани в най-ранните писмени паметници на езици от тюркската група. Корпусът със старотюркски текстове обхваща надписите на гьоктюрките и уйгурите от 7 до 13 век. Поради тази причина старотюркският език не може да се смята за предшественик на уйгурския език или на който и да е съвременен тюркски език, макар че някои черти на езика могат да се открият в средновековни тюркски езици като чагатайски.
Източниците на старотюркски езици се делят най-общо на три основни групи:
- Орхонски надписи в Монголия и по течението на река Енисей (7 – 10 век).
- Уйгурски писмени паметници, намерени в днешния китайски Синдзян-уйгурски автономен регион (9 - 13 век), писани с различни азбуки (брахманска, манихейска, сирийска, уйгурска). Съдържат най-вече религиозни текстове (будизъм, манихейство, несторианство).
- Караханидски ръкописи (11 век), написани с арабска азбука. Включват поема от 6500 двустишия, арабско-старотурски речник и речника „Dīwānu l-Luġat al-Turk“ от Махмуд от Кашгар. В речника на Махмуд от Кашгар авторът изрично разграничава думите от отделните тюркски диалекти – огузки, къпчакски, уйгурски.

## Фонетични особености

### Гласни
В старотюркските паметници се откриват следните девет гласни звука: /a/, /e/, /ė/, /i/, /ï/, /o/, /ö/, /u/, /ü/. Звукът /ü/ се среща само в началната сричка, а в останалите преминава в редовете /a/, /e/, /ï/, /i/.

### Съгласни
|                    | двубърнени | двубърнени | зъбни/ венечни | зъбни/ венечни | небни  | небни   | заднонебни | заднонебни |
| ------------------ | ---------- | ---------- | -------------- | -------------- | ------ | ------- | ---------- | ---------- |
| преградни          | p /p/      | b /b/      | t /t/          | d /d/          |        |         | k /k/      | g /g/      |
| носови             |            | m /m/      |                | n /n/          |        | ń /ń/   |            | ŋ /ŋ/      |
| проходни           |            |            |                |                |        |         | χ /χ/      | ɣ /ɣ/      |
| преградно-проходни |            |            |                |                | č /tʃ/ | dʒ /dʒ/ |            |            |
| шипящи             |            |            | s /s/          | z /z/          | š /ʃ/  |         |            |            |
| сонорни            |            | v /β/      | l /l/          | r /r/          |        | y /j/   |            |            |

Съгласните /ŕ/ и /ĺ/ от тюркския праезик са засвидетелствани в тюркските паметници на арабска или согдийска графика като /z/, /š/. В тюркската руническа азбука знаците за /z/, /š/ са производни на знаците за /r/ и /l/, което може да означава, че по времето около 6-7 век в тюркските говори в Сибир и Монголия фонемите /ŕ/ и /ĺ/ са звучали все още като палатализирани /r/, /l/ (Хелимский 1991).

### Вокална хармония
Старотюркският език се характеризира с вокална хармония.

## Значение
Старотюркските езикови паметници имат важно значение за реконструкцията на алтайския праезик.